# Eustach Neubert
Eustach Neubert (29. března 1856 Tunochody – 28. května 1907 Praha-Holešovice) byl rakouský a český inženýr a politik, na počátku 20. století poslanec Českého zemského sněmu a náměstek starosty Prahy.

## Biografie

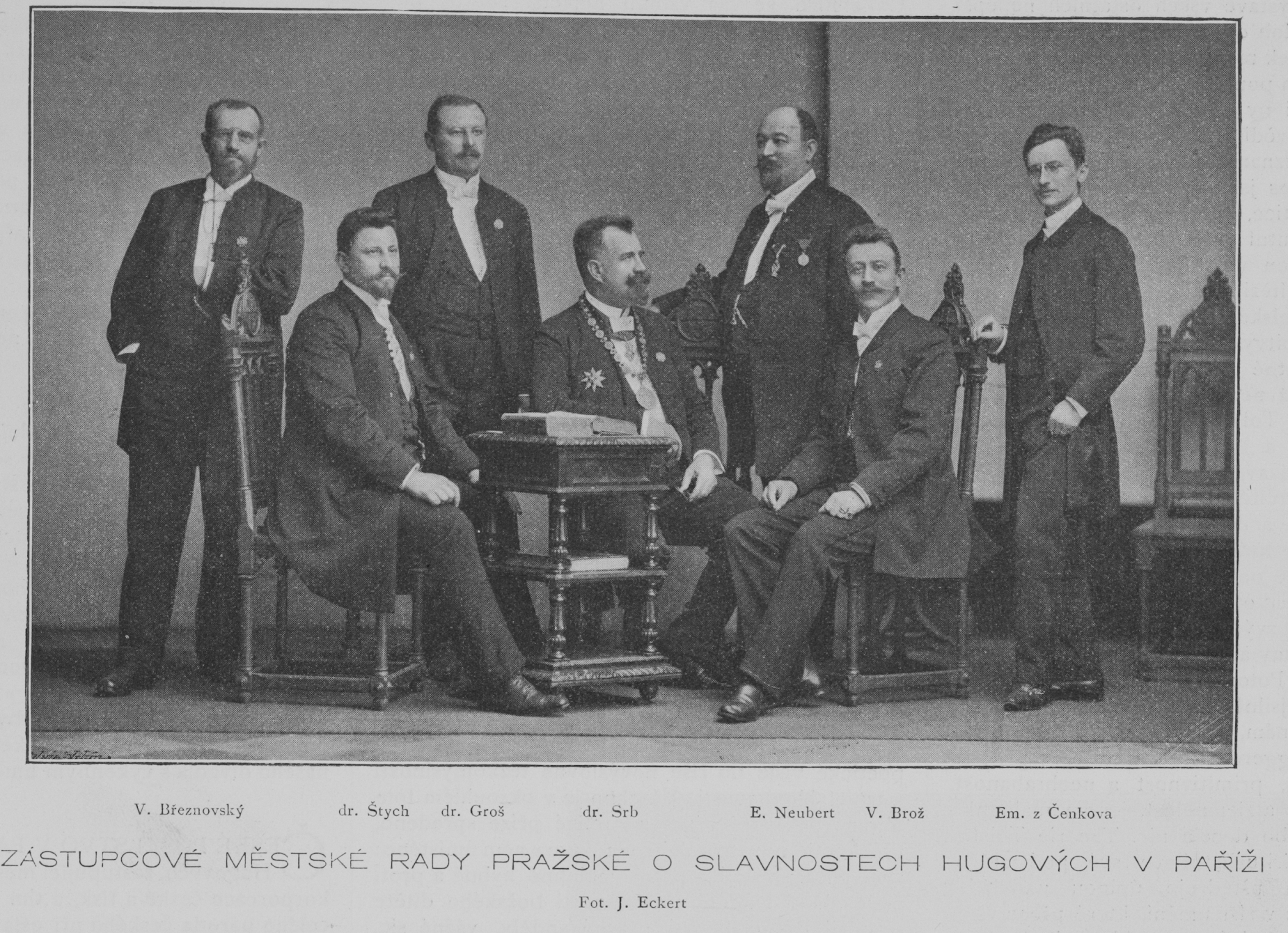
Eustach Norbert (třetí zprava) spolu s dalšími členy pražské městské rady na slavnostech Victora Huga v Paříži r. 1902

Profesí byl geometr. Vystudoval pražskou techniku. Od konce 80. let 19. století žil v Holešovicích (v té době byly připojeny k Praze). Zde se angažoval ve veřejném životě. Byl členem Občanského klubu. Aktivní byl v komunální politice. Od roku 1891 až do své smrti trvale zasedal v pražském obecním sboru starších. V období let 1892–1893 a znovu 1894–1903 zasedal v městské radě. Kromě toho zastával v letech 1900–1902 post 1. náměstka starosty Prahy a v letech 1902–1903 1. náměstka starosty. Byl členem německé sekce okresní školní rady, předsedou správní rady Prvního pražského měšťanského pivovaru. Coby inženýr se podílel na četných rozhodnutích pražské samosprávy technického rázu.
Počátkem 20. století se zapojil i do zemské politiky. Ve volbách v roce 1901 byl zvolen do Českého zemského sněmu v kurii městské (volební obvod Praha-Hradčany, Holešovice, Vyšehrad). Uvádí se jako kandidát mladočeské strany.
Zemřel v Holešovicích 28. května 1907. Pochován je v rodinné hrobce na starém Ledečském hřbitově.

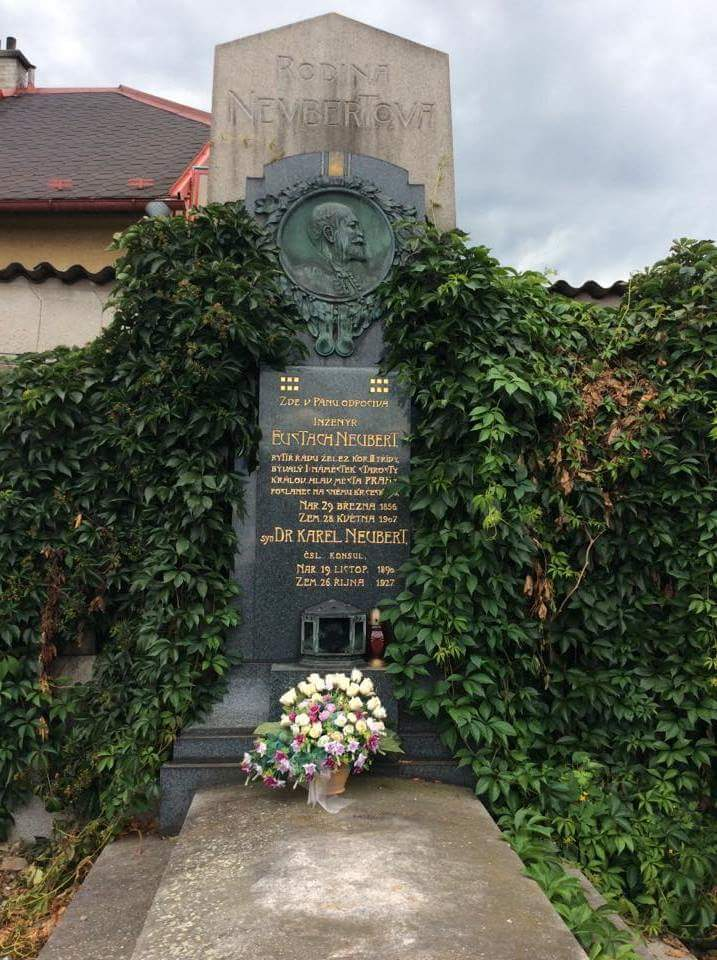
Rodinná hrobka Eustacha Neuberta
Ledeč nad Sázavou

## Rodina
Eustach byl ženatý za manželku si vzal Julii dceru Karla Linharta z Církvice. Měli spolu dvě dcery a jednoho syna.
- dcera Albína Marie (1892 – ?) – provdaná v Ledči 22. 8. 1910 za Viléma Perknovského majitele vápenky[6]
- dcera Milada (1884[7] – ?) – provdaná v Ledči 5.2. 1921 za Pavla Perknovského nadporučíka u čs.1 pluku jízdy v Terezíně[6]
- syn Dr. Karel (1890 – 1927) – čsl. konsul v USA